# Loving (film, 1970)
Pour plus de détails, voir Fiche technique et Distribution.
Loving est un film américain réalisé par Irvin Kershner, sorti en 1970.

## Fiche technique
- Titre : Loving
- Réalisation : Irvin Kershner
- Scénario : Don Devlin d'après le roman de J.M. Ryan
- Photographie : Gordon Willis
- Pays d'origine : États-Unis
- Format : Couleurs - 1,85:1 - Mono
- Genre : comédie dramatique
- Date de sortie : 1970

## Distribution
- George Segal : Brooks Wilson
- Eva Marie Saint : Selma Wilson
- Sterling Hayden : Lepridon
- Keenan Wynn : Edward
- Nancie Phillips : Nelly
- Janis Young : Grace
- David Doyle : Will
- Sherry Lansing : Susan
- Roland Winters : Plommie
- Edgar Stehli : Mr Kramm
- Diana Douglas : Mme Shavelson
- Roy Scheider : Skip
- Sab Shimono : Byron
- Betsy von Furstenberg : la tante de Grace (non créditée)